# Les Chroniques d'une mère indigne
Les Chroniques d'une mère indigne est une web-série en 26 épisodes de 2 à 6 minutes inspirée du roman québécois Les Chroniques d'une mère indigne, par Caroline Allard, mettant en vedette Marie-Hélène Thibault et Alice Morel-Michaud et mis en ligne entre le 9 mars 2009 et le 24 mai 2010 sur le site de Radio-Canada.ca.

## Distribution
- Marie-Hélène Thibault : mère indigne
- Stéphane Archambault : père indigne
- Alice Morel-Michaud : fille indigne

## Webépisodes

### Première saison (printemps 2009)
1. Seuls les indignes survivront
2. Combines et combinés
3. Une fois c'est deux filles
4. À la guerre, comme à la guerre
5. Service de garde
6. La honte
7. Dors, dors, ma petite *&?%#@
8. Vert luisant, une fiction cathartique
9. Vive les parents... libres?

### Deuxième saison (automne 2009)
1. L'apocalypse
2. Madame la folle
3. My heart belongs to daddy
4. L'information, c'est le pouvoir
5. L'important dans la vie
6. Têtes chercheuses
7. Mère Indigne se relance en affaires
8. Le père Noël est aux ordures

### Troisième saison (printemps 2010)
1. Sadisme
2. La Voie lactée
3. Pinocchio serait fier de moi
4. Combien de fois faut-il tourner sa langue, déjà?
5. La déprime hivernale
6. Mère Indigne va trop loin
7. Peau de vache
8. Mère Indigne exagère (mais il faut bien gagner sa vie)
9. Indigne fille